# Haradziława
Haradziława (biał. Гарадзілава; ros. Городилово, Gorodiłowo) – wieś na Białorusi, w obwodzie mińskim, w rejonie dzierżyńskim, w sielsowiecie Niehorele.
W pobliży znajduje się Rezerwat Biologiczny „Sinickaja hrebla”.